# Río Alberite
El río Alberite es un río de la provincia de Cádiz. Afluente del río Barbate, nace en una garganta a la que da nombre, situada cerca del paraje montañoso Piedra de la Braña (615 m s. n. m.), recorriendo más de 20 km con un desnivel de más de 550 m.
Desaguan en él por la derecha: garganta del Madroño, garganta del Gancho, arroyo de Bernardino, arroyo de la Panda, y arroyo de Piedra Hincada; por la izquierda: garganta de los Laureles. El río nace en una zona de terrenos oligocénicos, pasa a desarrollarse en terrenos eocénicos y finalmente en su afluencia al Barbate discurre por terrenos cuaternarios, en la zona conocida como vega de la Cancha.